# Alicante Sharks 2022
Questa voce raccoglie le informazioni riguardanti gli Alicante Sharks nelle competizioni ufficiali della stagione 2022.

## Maschile

### LNFA Serie B 2022

#### Stagione regolare
| Alicante 27 novembre 2021, ore 18:00 1ª giornata Intergruppo | Alicante Sharks | 45 – 12 referto | Sevilla Linces | Estadio Antonio Solana |

| Mairena del Aljarafe 12 dicembre 2021, ore 11:00 2ª giornata Intergruppo | Mairena Blue Devils | 35 – 55 referto | Alicante Sharks | Estadio Francisco Castilla Romero |

| Valencia 30 gennaio 2022, ore 12:00 1ª giornata Grupo Este | Valencia Firebats | 52 – 12 referto | Alicante Sharks | Polideportivo Quatre Carreres |

| Saragozza 12 febbraio 2022, ore 17:00 2ª giornata Grupo Este | Valencia Giants | 22 – 48 referto | Alicante Sharks | Estadio Mundial 82 |

| Alicante 12 marzo 2022, ore 17:30 4ª giornata Grupo Este | Alicante Sharks | 0 – 17 referto | Valencia Firebats | Estadio Municipal de Atletismo de Alicante |

| Alicante 9 aprile 2022, ore 18:00 6ª giornata Grupo Este | Alicante Sharks | 0 – 6 referto | Valencia Giants | Estadio Municipal de Atletismo de Alicante |

### Statistiche di squadra
| Competizione      | %Vittorie | In casa | In casa | In casa | In casa | In casa | In casa | In trasferta | In trasferta | In trasferta | In trasferta | In trasferta | In trasferta | Totale | Totale | Totale | Totale | Totale | Totale |
| Competizione      | %Vittorie | G       | V       | N       | P       | Pf      | Ps      | G            | V            | N            | P            | Pf           | Ps           | G      | V      | N      | P      | Pf     | Ps     |
| ----------------- | --------- | ------- | ------- | ------- | ------- | ------- | ------- | ------------ | ------------ | ------------ | ------------ | ------------ | ------------ | ------ | ------ | ------ | ------ | ------ | ------ |
| Stagione regolare | .500      | 3       | 1       | 0       | 2       | 45      | 35      | 3            | 2            | 0            | 1            | 115          | 109          | 6      | 3      | 0      | 3      | 160    | 144    |
| Totale            | .500      | 3       | 1       | 0       | 2       | 45      | 35      | 3            | 2            | 0            | 1            | 115          | 109          | 6      | 3      | 0      | 3      | 160    | 144    |